# Reisjärvi (sjö i Reisjärvi, Norra Österbotten)
Reisjärvi är en sjö i kommunen Reisjärvi i landskapet Norra Österbotten i Finland. Sjön ligger 113,7 meter över havet. Arean är 3,28 kvadratkilometer och strandlinjen är 18 kilometer lång. Sjön  ingår i Kalajoki älvs huvudavrinningsområde.   Den ligger omkring 150 kilometer söder om Uleåborg och omkring 380 kilometer norr om Helsingfors. 
I sjön finns öarna Niittusaari och Susisaari. Reisjärvi ligger öster om sjön Vuohtajärvi. Väster om Reisjärvi ligger kommunhuvudorten Reisjärvi.  